# 塞內奇區

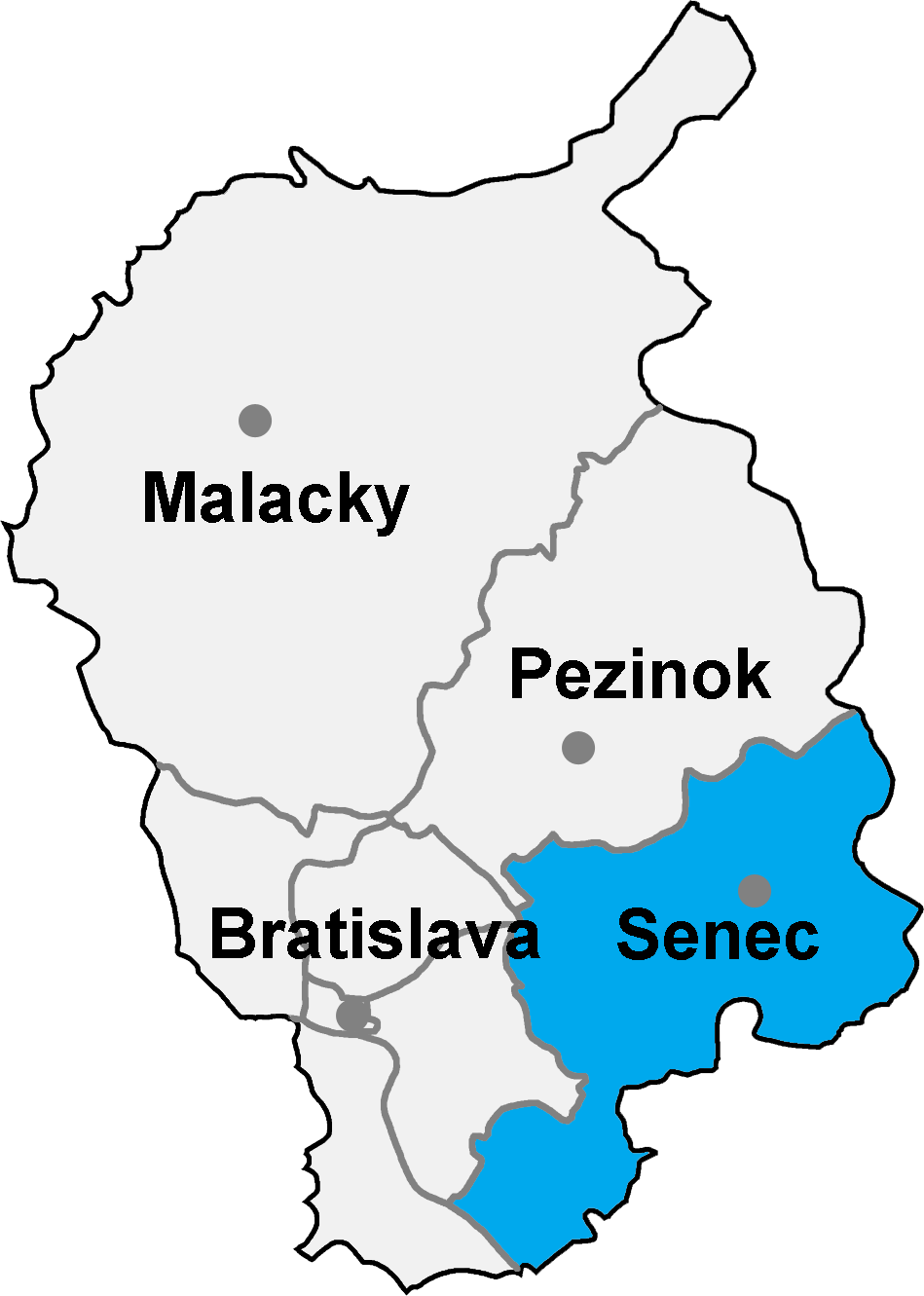

塞內奇區是斯洛伐克西部布拉迪斯拉發州的一個區。塞內奇區成立於1996年，是布拉提斯拉瓦主要的郊外住宅地區，也是一個戶外休閒地區。塞內奇區的行政中心位於區內最大城市塞內茨。塞內奇區面積350.63平方公里。2001年，塞內奇區有人口51825人。